# Novocin Peak
Der Novocin Peak ist ein 1305 m hoher Berg an der Orville-Küste des westantarktischen Ellsworthlands. Er ragt als einer der Bean Peaks im Südosten dieser Gruppe in den Hauberg Mountains auf.
Teilnehmer der US-amerikanischen Ronne Antarctic Research Expedition (1947–1948) entdeckten ihn bei einem Überflug. Der United States Geological Survey kartierte ihn anhand eigener Vermessungen und mittels Luftaufnahmen der United States Navy zwischen 1961 und 1967. Das Advisory Committee on Antarctic Names benannte den Berg 1968 nach Norbert W. Novocin (1936–2020), Meteorologe auf der Byrd-Station zwischen 1965 und 1966.